# Фурлонг
Фурло́нг, фарло́нг, ферлонг (др.-англ. furh «борозда, колея» + lang «длинный») — британская и американская единица измерения расстояния.
1 фурлонг = ⅛ мили = 10 чейнов = 220 ярдов = 40 родов = 660 футов = 1000 линков = 201,168 м.
В настоящее время фурлонг в качестве единицы измерения расстояния используется на скачках в Великобритании, Ирландии и США.
Шуточная система измерений «фурлонг-фиркин-фортнайт» (ФФФ, FFF) пародирует другие системы единиц и произвольность устаревших, но продолжающих использоваться мер наподобие английской.

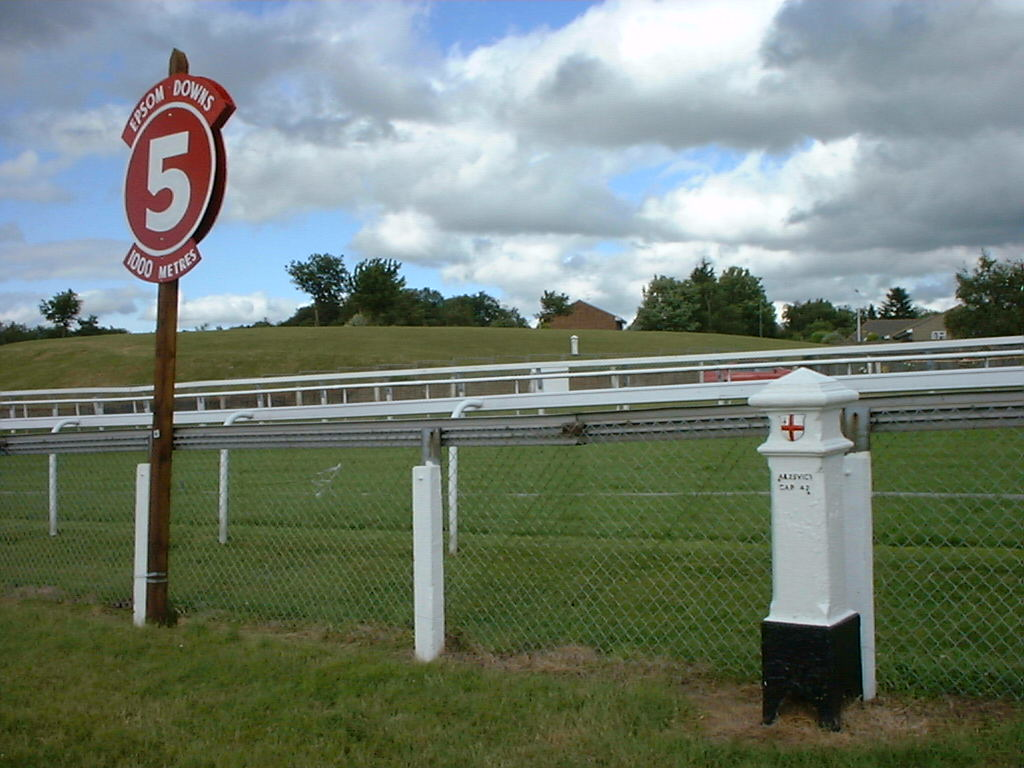
Отметка в пять фурлонгов (1005,84 м ≈ 1000 м) на скачках Эпсом Дерби